# IHK/RWB Düsseldorf

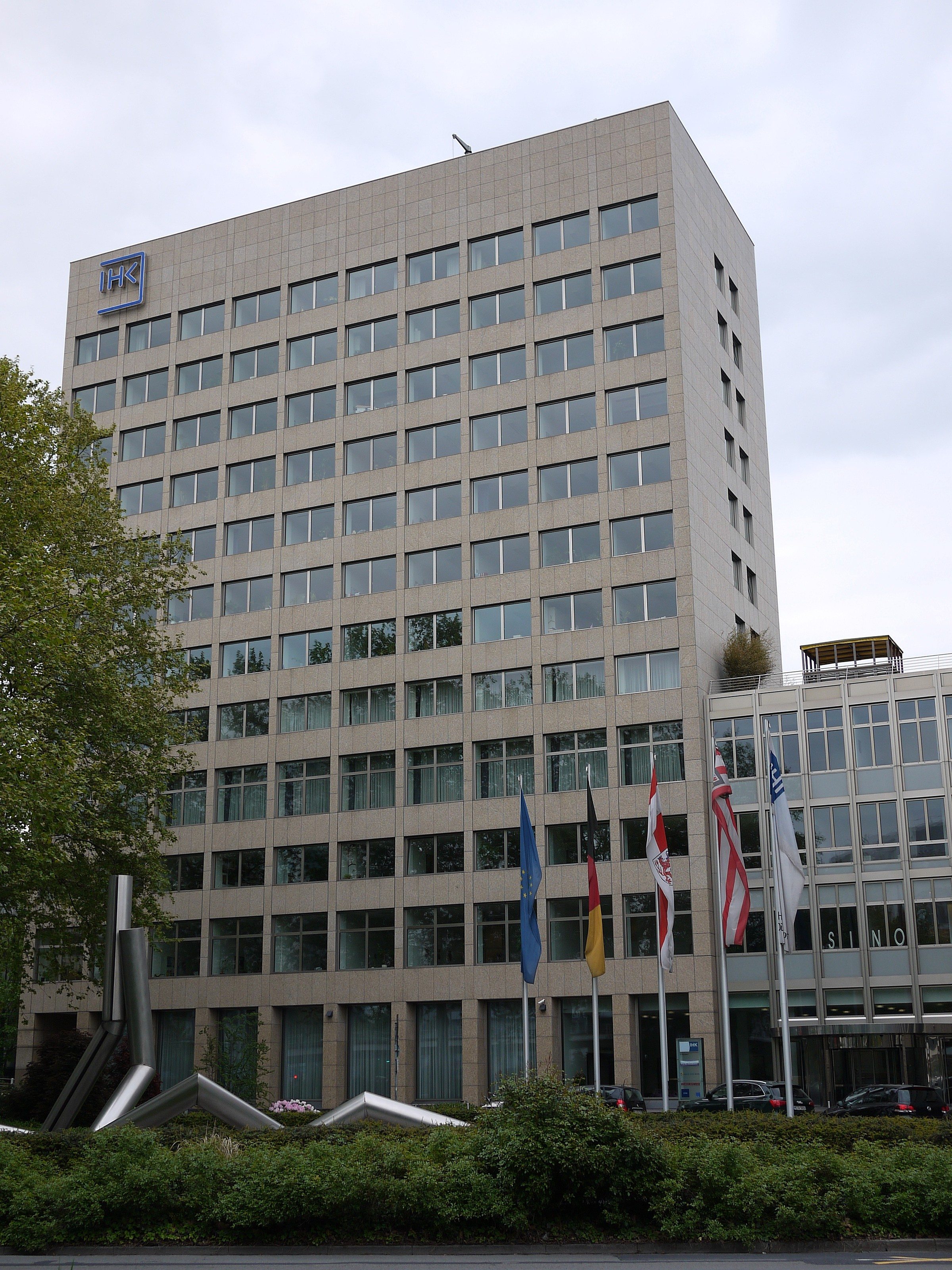
IHK-Gebäude

Der Gebäudekomplex der Industrie- und Handelskammer (IHK) und der Rheinisch-Westfälischen Börse (RWB) am Ernst-Schneider-Platz 1 in Düsseldorf wurde von 1956 bis 1957 nach Entwürfen von Konstanty Gutschow und Godber Nissen im Internationalen Stil der 1950er Jahre erbaut.

## Beschreibung

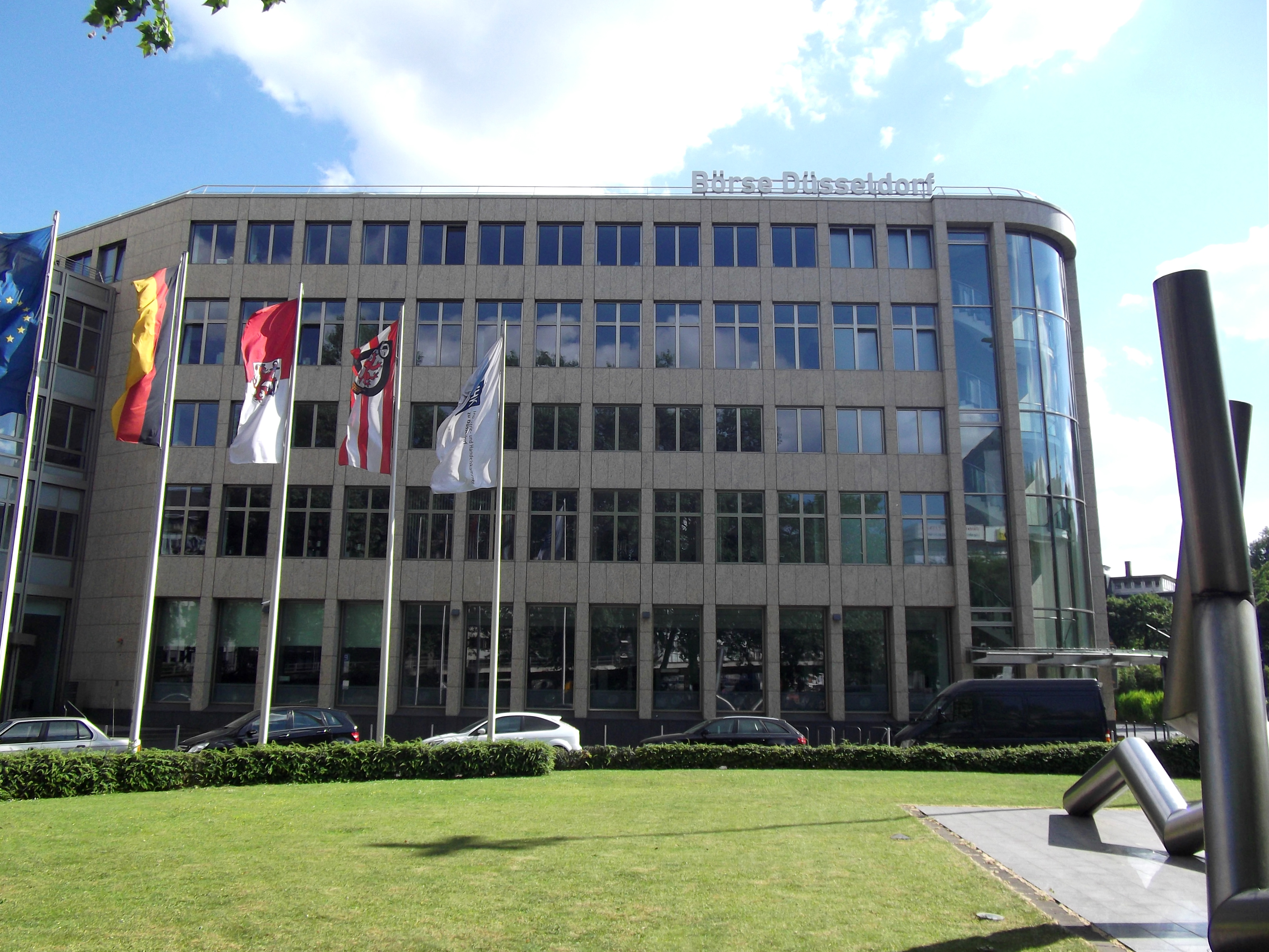
Börsenbau, Düsseldorf

Das Gebäude der IHK ist ein zwölfgeschossiges Hochhaus. Die ersten drei Geschosse des Hochhauses sind genauso hoch wie die des benachbarten dreigeschossigen Börsenbaus und beinhalten Verwaltungsräume des sich anschließenden Börsenbaus. Darüber erhebt sich ein hohes Saalgeschoss, in den darüber befindlichen Obergeschossen des Hochhauses sind die Büroräume der IHK zu finden. So ist die Nutzung des Hauses außen ablesbar. Das Gebäude der RWB war bis 2000 ein dreigeschossiges Gebäude, das später um zwei Geschosse aufgestockt wurde. Die RWB Düsseldorf wurde auf dem Grundriss eines Hexagons errichtet.